# Mount Midnight
Mount Midnight ist ein 2000 m hoher Berg in den Admiralitätsbergen im ostantarktischen Viktorialand. Er ragt an der Nordflanke des Tucker-Gletschers etwa 5,5 km westlich des Shadow Bluff auf.
Die Erstbesteigung gelang im Januar 1958 Teilnehmern der New Zealand Geological Survey Antarctic Expedition (1957–1958), die ihn in Anlehnung an die Namensgebung für den östlich gelegenen Mount Shadow und dem Shadow Bluff benannten.